# Liste der ägyptischen Botschafter in Israel
Liste der ägyptischen Botschafter in Israel.

## Botschafter
| Ernannt       | Akkreditiert | Name                                        | Bemerkungen                                         | ernannt von | akkreditiert bei | Posten verlassen |
| ------------- | ------------ | ------------------------------------------- | --------------------------------------------------- | ----------- | ---------------- | ---------------- |
| 25. Feb. 1980 |              | Saad Murtada (* 1923; † 24. September 2001) |                                                     |             |                  | 20. Sep. 1982    |
| 1983          |              | Mohammed Bassouni                           | erst Geschäftsträger, ab September 1986 Botschafter |             |                  | 21. Nov. 2000    |
| März 2005     |              | Muhammed Assem Ibrahim                      |                                                     |             |                  | Sep. 2008        |
| Sep. 2008     |              | Yaser Rida                                  |                                                     |             |                  | 31. Aug. 2012    |
| 1. Sep. 2012  |              | Atef Salem                                  |                                                     |             |                  | 20. Juni 2015    |
| 21. Juni 2015 |              | Hazem Khairat                               |                                                     |             |                  | 28. Apr. 2018    |
| 11. Nov. 2018 |              | Khaled Azmi                                 |                                                     |             |                  |                  |